# Waleryj Famitschou
Waleryj Henadsewitsch Famitschou (belarussisch Валерый Генадзевіч Фамічоў, russisch Валерий Геннадьевич Фомичёв Waleri Gennadjewitsch Fomitschow, englisch Valery Fomichev; * 23. März 1988 in Minsk) ist ein belarussisch-kasachischer Fußballtorhüter.

## Karriere
Famitschou begann seine Fußballkarriere in der Nachwuchsabteilung des FK Daryda. Anschließend spielte er der Reihe nach beim FK Kamunalnik Slonim, FK Baranawitschy, FK Haradseja, Belschyna Babrujsk und FK Dinamo Brest.
2013 wechselte er zum kasachischen Verein Schachtjor Qaraghandy. Mit diesem Pokal gewann er 2013 sowohl den Kasachischen Pokal als auch den Kasachischen Supercup.
Im Sommer 2013 heuerte er beim türkischen Zweitligisten Orduspor an. Da er kasachischer Staatsbürger ist, wird er hier unter einem gesonderten Status spielen und somit kein regulären Ausländerplatz belegen. Nachdem Orduspor in große finanzielle Engpässe geraten war und deswegen seine Spielergehälter nicht zahlen konnte, verließ Famitschou Mitte März 2015 den Verein.

## Erfolge
Mit Schachtjor Qaraghandy
- Kasachischer Pokalsieger: 2013
- Kasachischer Fußball-Supercup: 2013